# レディ! レディ READY! LADY
『レディ! レディ READY! LADY』（レディ レディ）は、1989年11月18日に劇場公開されたアルゴ・プロジェクト配給の日本映画。

## 概要
ひょんなことから共同生活をすることになったライフスタイルも趣味も大きく異なる20代前半の女性とその叔母が、時に反発し合いながらも次第に打ち解けていく様と、彼女らの生き方をコメディータッチに、尚且つサスペンスの要素も少々盛り込んで描いた作品。
それぞれ独立したプロデューサーである多賀英典、岡田裕、佐々木史朗、増田久雄、山田耕大、宮坂進の6人から成る映像制作集団 "アルゴ・プロジェクト" の第一回作品。
キャッチコピーは、「ケンカ、売ります。ケンカ、買います。」

2000年12月22日にはDVDが発売された。

## ストーリー
自由奔放に生きる23才の女性、亮子（薬師丸ひろ子）は、職場の同僚との不倫がバレて会社を辞め路頭に迷い、大手都市銀行の支店長次長として勤務する叔母でキャリアウーマンの萌子（桃井かおり）を頼って上京して来た。性格の全く違う二人は、顔を合わせれば喧嘩ばかりしていた。

## キャスト
- 高橋亮子：薬師丸ひろ子
- 菅野萌子：桃井かおり
- 吉野喜一：近藤敦
- 雲井雄介：清水紘治
- 吉野亜希子：高橋ひとみ
- 笹野高史

ほか

## スタッフ
- 監督：太田圭
- 脚本：丸山昇一
- 製作：伊地智啓
- 製作総指揮：今田智憲
- 提携：日本テレビ[8]
- 撮影監督：鈴木達夫
- 撮影：福元文一
- 音楽：安西史孝・小椋佳[9]
- 音楽プロデューサー：早川裕
- 録音：佐藤富士男[10]
- 撮影：鈴木達夫、福元文一[11]
- 照明：海野義雄[12]
- 美術：小川富美夫[13]
- 編集：川島章正
- 助監督：三輪誠之[14]
- スチール：目黒祐司[15]

- 主題歌：薬師丸ひろ子「Windy Boy」(東芝EMI)

## 映像ソフト
- DVD – 発売日:2000年12月22日　品番:PIBD-1008　販売元:パイオニアLDC

## 関連作品
- 『READY! LADY オリジナル・サウンドトラック』 品番:TOCT-5585[16]・(再発盤)品番:TYCN-60061[17]